# Кубок Первого канала (футбол)
Кубок «Первого канала» — коммерческий товарищеский футбольный турнир, проводившийся в 2006, 2007 и 2008 годах Первым каналом и фондом Романа Абрамовича «Национальная академия футбола». Турнир проводился в зимнее «межсезонье», его основными участниками были лидирующие клубы России и Украины.
До 2009 года призовой фонд был $2 млн. Согласно регламенту турнира, половину полученных средств клубы были обязаны направить на развитие детско-юношеского футбола в своих странах.
В 2009 году турнир был частично подготовлен, затем отменён.
Аналогичную идею и схему использовал Объединённый турнир, в 2013 году.

## Прошедшие соревнования
Первый розыгрыш турнира состоялся в Тель-Авиве с 5 по 9 февраля 2006 года. В турнире приняли участие московские ЦСКА и «Спартак», киевское «Динамо» и донецкий «Шахтёр», который стал первым победителем турнира, обыграв оба московских клуба.
Для второго турнира, который проходил с 24 января по 1 февраля 2007 года в Тель-Авиве и Хайфе, формат был значительно изменён. К двум российским и украинским командам были добавлены две израильские: чемпион страны «Маккаби» из Хайфы и вице-чемпион «Хапоэль» (Тель-Авив). Команды были разбиты на две группы, по одному представителю от каждой страны.
Третий турнир проходил с 23 по 31 января 2008 года в Тель-Авиве и Иерусалиме. В нём снова приняли участие московские ЦСКА, «Спартак», киевское «Динамо», донецкий «Шахтёр», а также «Бейтар» (Иерусалим) и белградская «Црвена Звезда».
Приз лучшего игрока турнира традиционно вручался по совместному решению оргкомитета и редакции журнала «PROспорт».

## Победители Кубка Первого канала
| Год  | Победитель       | Финалист                                            |
| ---- | ---------------- | --------------------------------------------------- |
| 2006 | Шахтёр (Донецк)  | финал не проводился. 2-е место заняло Динамо (Киев) |
| 2007 | ЦСКА Москва      | Спартак (Москва)                                    |
| 2008 | Динамо (Киев)    | Шахтёр (Донецк)                                     |
| 2009 | розыгрыш отменён | розыгрыш отменён                                    |

## Лучшие игроки Кубка Первого канала
Официальная версия журнала «PROспорт».
| Год  | Лучший игрок     | Клуб             |
| ---- | ---------------- | ---------------- |
| 2006 | Жо               | ЦСКА Москва      |
| 2007 | Роман Павлюченко | Спартак (Москва) |
| 2008 | Сергей Ребров    | Динамо (Киев)    |
| 2009 | розыгрыш отменён | розыгрыш отменён |

## Лучшие бомбардиры Кубка Первого канала
| Год  | Лучший бомбардир | Клуб             | Голы             |
| ---- | ---------------- | ---------------- | ---------------- |
| 2006 | Брандао          | Шахтёр (Донецк)  | 3                |
| 2007 | Роман Павлюченко | Спартак (Москва) | 4                |
| 2008 | Фернандиньо      | Шахтёр (Донецк)  | 4                |
| 2009 | розыгрыш отменён | розыгрыш отменён | розыгрыш отменён |